# Neguri Gane
Pour les articles homonymes, voir Gane.
Neguri Gane est un gratte-ciel de la ville de Benidorm, en Espagne. Il mesure 145 m de haut.